# Marie Mosquini
Marie Mosquini (Los Ángeles, 3 de diciembre de 1899 - Ibidem, 21 de febrero de 1983) fue una actriz cinematográfica de estadounidense, activa en la época del cine mudo. A lo largo de su trayectoria entre 1917 y 1929 actuó en un total de más de 200 producciones.

## Biografía
Nacida en Los Ángeles, California, tras dejar la High School, trabajó en papeles de ingenua para el estudio de Hal Roach, trabajando junto a estrellas cómicas como Harold Lloyd, Snub Pollard, y Stan Laurel.
En octubre de 1930, Marie se retiró de la actuación y se casó con un inventor 26 años mayor que ella, Lee De Forest. Ella fue su cuarta esposa, permaneciendo la pareja unida hasta la muerte de él en 1961. 
Mosquini falleció en Los Ángeles, California, en 1983.

## Filmografía
- Luke's Busy Day, de Hal Roach (1917)
- Lonesome Luke on Tin Can Alley, de Hal Roach (1917)
- Stop! Luke! Listen!, de Hal Roach (1917)
- Lonesome Luke, Mechanic, de Hal Roach (1917)
- Lonesome Luke's Wild Women, de Hal Roach (1917)
- Lonesome Luke Loses Patients, de Hal Roach (1917)
- From Laramie to London (1917)
- Love, Laughs and Lather (1917)
- All Aboard, de Alfred J. Goulding (1917)
- We Never Sleep (1917)
- The Tip, de Billy Gilbert y Gilbert Pratt (1918)
- The Movie Dummy, de Hal Roach (1918)
- Fare, Please (1918)
- That's Him, de Gilbert Pratt (1918)
- No Place Like Jail, de Frank Terry (1918)
- Just Rambling Along, de Hal Roach (1918)
- She Loves Me Not (1918)
- Do You Love Your Wife?, de Hal Roach (1919)
- Wanted - $5,000, de Gilbert Pratt (1919)
- Going! Going! Gone!, de Gilbert Pratt (1919)
- Back to the Woods, de Hal Roach (1919)
- Hustling for Health (1919)
- On the Fire (1919)
- Hoots Mon! (1919)
- I'm on My Way (1919)
- Look Out Below (1919)
- A Sammy in Siberia (1919)
- Young Mr. Jazz (1919)
- Crack Your Heels (1919)
- Ring Up the Curtain (1919)
- Si, Senor (1919)
- The Marathon (1919)
- Swat the Crook (1919)
- Off the Trolley (1919)
- Just Neighbors (1919)
- A Jazzed Honeymoon (1919)
- Count Your Change (1919)
- Chop Suey & Co. (1919)
- Heap Big Chief (1919)
- Don't Shove (1919)
- Be My Wife (1919)
- The Rajah (1919)
- He Leads, Others Follow (1919)
- Soft Money, de Hal Roach y Vincent Bryan (1919)
- Count the Votes (1919)
- Pay Your Dues (1919)
- His Only Father, de Hal Roach y Frank Terry (1919)
- Captain Kidd's Kids (1919)
- From Hand to Mouth (1919)
- The Home Stretch, de Charley Chase (1920)
- His Royal Slyness (1920)
- Wait for Me
- Dig Up
- A Tough Winter
- Before the Public
- Where Am I?
- Safety Last!, de Fred C. Newmeyer y Sam Taylor (1923)
- California or Bust (1923)
- Sold at Auction, de Charley Chase (1923)
- Courtship of Miles Sandwich
- Jack Frost, de Charley Chase (1923)
- Post No Bills, de Ralph Ceder (1923)
- The Mystery Man
- Short Orders (1923)
- The Walkout
- Finger Prints, de Ralph Ceder (1923)
- Jus' Passin' Through
- It's a Gift
- Hustlin' Hank
- Dear Ol' Pal
- Save the Ship (1923)
- Join the Circus
- Uncensored Movies
- It's a Joy
- Two Wagons Both Covered
- The Cowboy Sheik, de J.A. Howe (1924)
- The Cake Eater, de J.A. Howe (1924)
- Big Moments from Little Pictures, de Roy Clements (1924)
- High Brow Stuff, de Rob Wagner (1924)
- Get Busy, de Ward Hayes (1924)
- Friend Husband, de J.A. Howe (1924)
- Going to Congress, de Rob Wagner (1924)
- Young Oldfield, de Leo McCarey (1924)
- Don't Park There, de Fred Guiol (1924)
- Stolen Goods, de Leo McCarey (1924)
- Should Landlords Live?, de Nicholas T. Barrows y James D. Davis (1924)
- Gee Whiz, Genevieve, de J.A. Howe (1924)
- Good and Naughty, de Malcolm St. Clair (1926)
- El séptimo cielo, de Frank Borzage (1927)
- The Black Book (serial), de Spencer Gordon Bennet y Thomas Storey (1929)